# Дослідження космічного пилу

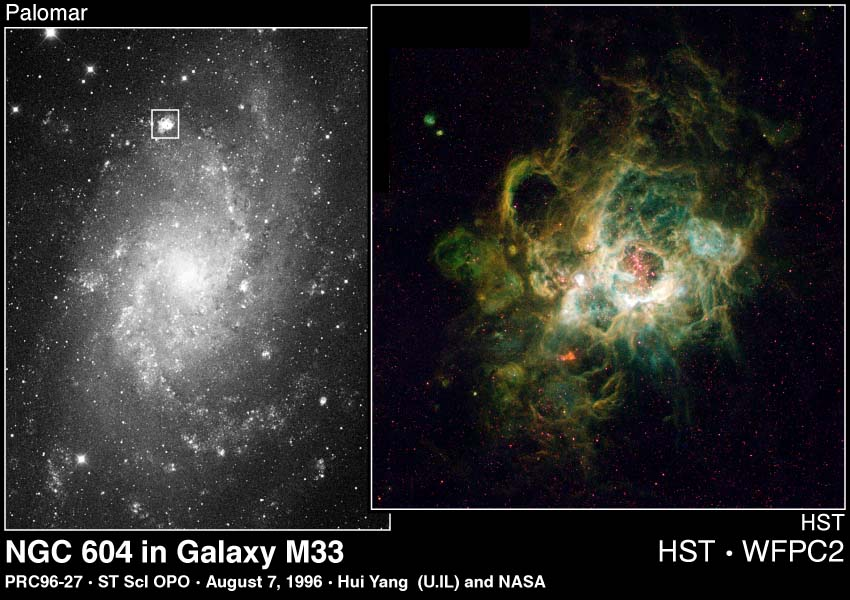
Міжзоряна хмара NGC 604.

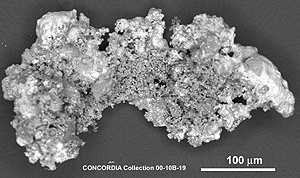
Мікрометеорит, знайдений в антарктичних снігах, був раніше мікрометеороїдом перед входженням в атмосферу Землі

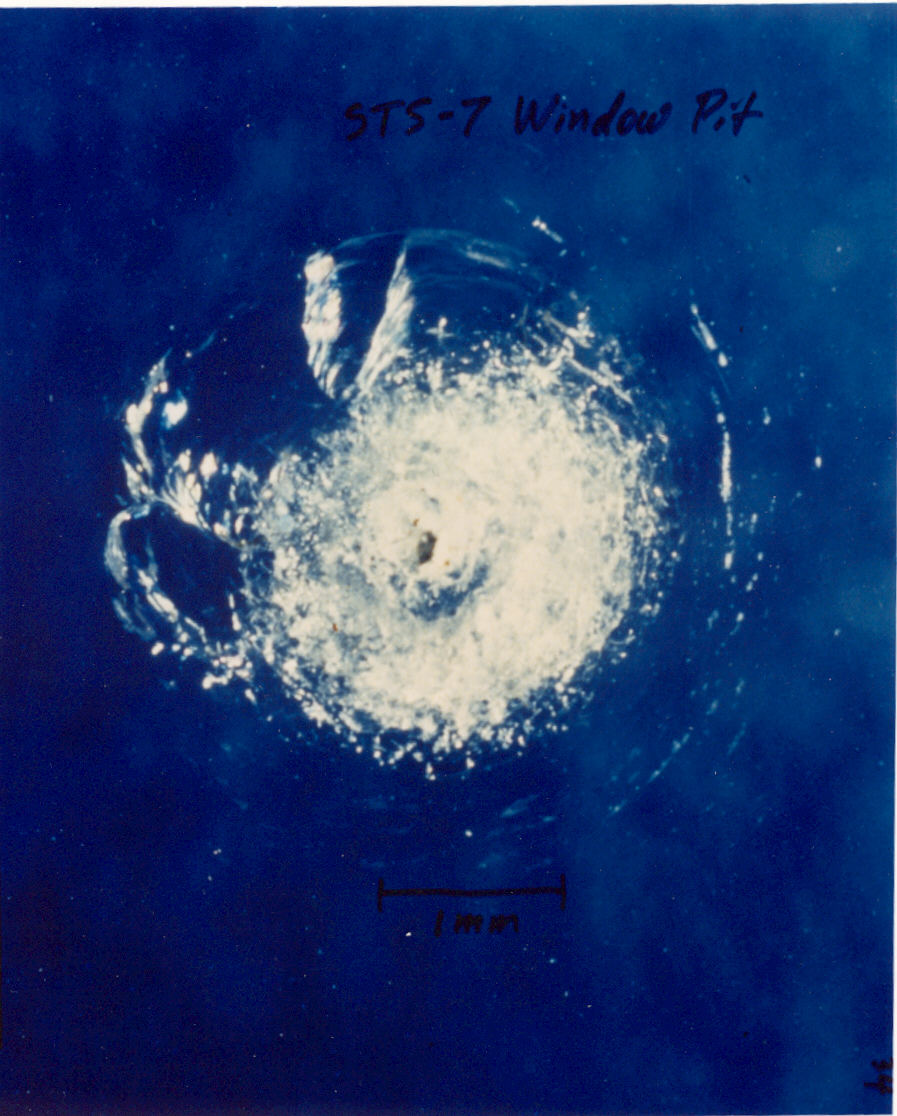
Удар мікрометеороїда по поверхні скла космічного апарата STS-7.

Дослідження космічного пилу — дослідження малих частинок позаземного матеріалу, відомих як мікрометеороїди або міжпланетні частинки пилу (МВП), які присутні в Сонячній системі. Ці частинки, як правило, мають розмір від мікрометра до субміліметра і складаються з різних матеріалів, включаючи силікати, метали та сполуки вуглецю. Вивчення космічного пилу є важливим, оскільки воно дає уявлення про склад та еволюцію Сонячної системи, а також про потенційну небезпеку, яку ці частинки становлять для космічних кораблів та інших космічних засобів. Вимірювання космічного пилу вимагає використання передових наукових методів, таких як мас-спектрометрія вторинних іонів (SIMS), оптична та атомно-силова мікроскопія (AFM) і спектроскопія лазерного пробою (LIBS), щоб точно охарактеризувати фізичні та хімічні властивості пилу.

## Загальний опис
З землі космічний пил спостерігається як розсіяне сонячне світло від міріад міжпланетних частинок пилу та як метеороїди, що входять в атмосферу. Спостерігаючи за метеором з кількох місць на землі, траєкторію та швидкість входу можна визначити за допомогою тріангуляції. Швидкість входу в атмосферу досягає 72 000 м/с для метеорів Леоніди.
Навіть метеороїди розміром субміліметра, що влучають у космічний корабель зі швидкістю близько 300 м/с (набагато швидше, ніж кулі), можуть завдати значної шкоди. Таким чином, ранні американські супутники Експлорер-1, Венгард-1 і радянський Супутник-3 мали прості мікрофонні детектори пилу розміром 0,001 м2 для виявлення ударів метеороїдів мікронного розміру . Отримані потоки були на порядки вищими, ніж ті, що були оцінені з вимірювань зодіакального світла. Однак останнє визначення мало великі невизначеності в припущеному розмірі та геліоцентричному радіальному розподілі щільності пилу. Термічні дослідження в лабораторії з мікрофонними детекторами  показали, що зареєстровані високі швидкості підрахунку були спричинені шумом, створеним коливаннями температури на орбіті Землі.
Чудовий огляд перших днів дослідження космічного пилу дали Фехтіг Х., Лейнерт Ч. та Берг О. . у книзі «Міжпланетний пил».

## Практика досліджень

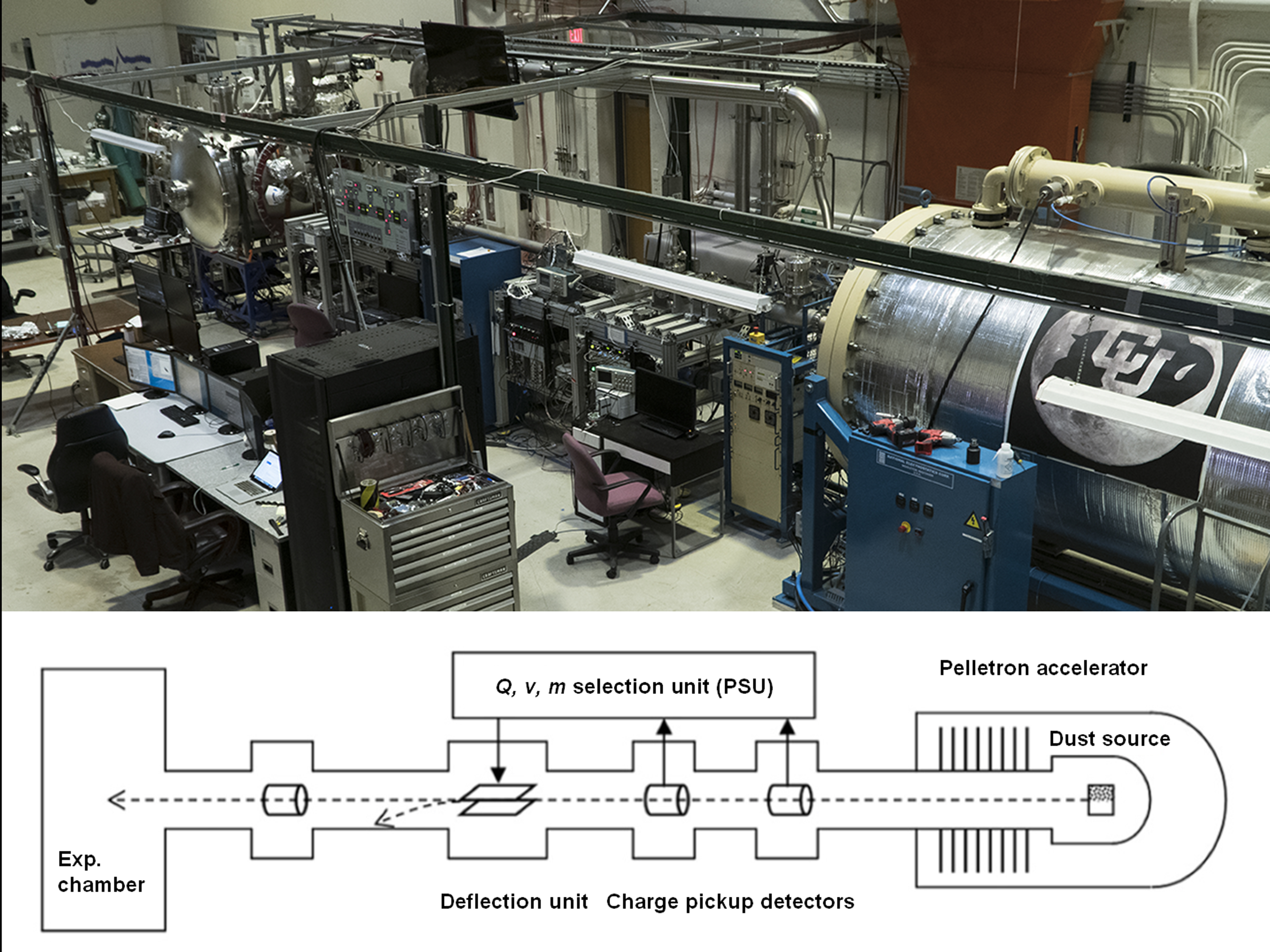
Прискорювач пилу на 3 МеВ у Лабораторії атмосферної та космічної фізики Університету Колорадо, Боулдер

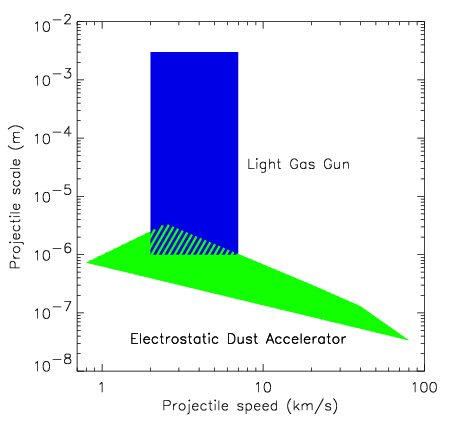
Типовий розмір частинок космічного пилу та швидкість прискорювачів пилу

НАСА збирає зразки частинок космічного пилу в атмосфері Землі за допомогою пластинчастих колекторів під крилами стратосферних літаків. Зразки пилу також збирають з поверхневих відкладень на великих льодових масивах Землі (Антарктида та Гренландія/Арктика) і в глибоководних відкладеннях.
Космічний апарат Стардаст зібрав зразки міжзоряного пилу й доставив їх на Землю в 2006 році. Також детекторами космічного пилу були обладнані космічні місії HEOS 2, Геліос, Піонер-10, Піонер-11, Джотто, Улісс, Кассіні, PROBA, Розетта, Стардаст, New Horizons.
Поглинання і розсіювання світла космічним пилом дозволяє визначати властивості пилу та надає багатьом астрономічним об'єктам їхнього характерного вигляду. Існують різні типи туманностей з різними фізичними причинами та процесами: дифузна туманність, інфрачервона відбивна туманність, залишок наднової, молекулярна хмара, зона HII, область фотодисоціації, темна туманність.
Іншим механізмом виявлення космічного пилу є поляриметрія. Пилові частинки несферичні, вони орієнтуються в просторі під впливом міжзоряних магнітних полів і поляризують світло зір, яке проходить крізь пилові хмари. Наприклад, оптична поляриметрія була використана для визначення структури пилу всередині місцевої бульбашки, де поглинання недостатнє для дослідження пилу.
Метеорити містять тверді вогнетривкі частини окремих досонячних зерен. Їх розпізнають за екстремальним ізотопним складом, який може відповідати лише ізотопному складу зір на пізніх еволюційних стадіях. Ці зерна конденсувалися із зоряної матерії, коли вона охолоджувалася, покидаючи зорю.